# Aleix Saló
Aleix Saló Braut (Ripollet, Vallès Occidental, 30 de gener de 1983) és un ninotaire català. Va començar a publicar a la premsa local als 17 anys. Ha treballat per diversos mitjans com el Més Sabadell, el Directe, l'Avui, el diari ADN i El Jueves. Va guanyar el concurs de còmics del Carnet Jove, amb el qual va publicar Fills dels 80: La Generació Bombolla.
El novembre del 2009 presentà la seva primera exposició en solitari CervezaBierAmigo a Barcelona. El març del 2010 inaugurà al Café Galdós de Madrid l'exposició Madrilona enfocada en la relació i els tòpics d'ambdues ciutats.

## Obra
| Any  | Títol                                                                                      | Editoral                             |
| ---- | ------------------------------------------------------------------------------------------ | ------------------------------------ |
| 2020 | Tots són nazis: Com Espanya es va omplir de "feixistes" abans que arribessin els feixistes | Penguin Random House Grupo Editorial |
| 2013 | Euro Malson: Algú s'ha cruspit la classe mitjana                                           | Random House Mondadori               |
| 2012 | Simiocràcia: Crònica de la Gran Ressaca Econòmica                                          | Random House Mondadori               |
| 2011 | Españistán: este país se va a la mierda                                                    | Ediciones Glénat                     |
| 2009 | Fills dels 80. La Generació Bombolla                                                       | Ediciones Glénat                     |